# Účastnické vedení
Účastnické vedení nebo lokální smyčka je v telefonii fyzické vedení z místní ústředny do místa telefonní přípojky. Je zakončeno telefonní zásuvkou umožňující připojení telefonního přístroje nebo jiného koncového zařízení.

## Technická realizace
Nejobvyklejší podoba účastnického vedení je elektrický obvod tvořený krouceným párem měděných vodičů o
průměru 0,4, 0,6 nebo 0,8 mm podle délky vedení. V současnosti se pro jednoho účastníka používají 2 páry, v minulosti pouze 1 pár. V minulosti existovaly podvojné a skupinové linky, kde jedno vedení sloužilo pro více účastníků; pokud jeden z účastníků telefonoval, ostatní nemohli telefon používat. Tyto linky byly pro datovou komunikaci nebo pro připojení k Internetu zcela nevhodné.
V některých zemích využívají účastnická vedení systém Digital Loop Carrier (DLC) nebo jsou budována z optických vláken (přenosový systém nazývaný fiber-in-the-loop).
Účastnické vedení může sloužit k poskytování následujících služeb:
- analogový přenos hlasu – (Plain old telephone service, POTS)
- Integrated Services Digital Network (ISDN)
- různé varianty Digital Subscriber Line (DSL)

ADSL lze provozovat současně s telefonní přípojkou nebo s ISDN přípojkou euroISDN2 (BRI0). Maximální délka účastnického vedení pro ADSL je 5000 metrů, pro VDSL 1600 metrů.
Mnoho vlastníků účastnických vedení jsou původně státní firmy, které mají přirozený monopol v přístupu k uživatelským vedením.
Aby se zabránilo monopolizaci navazujících služeb, v mnoha zemích byly schváleny zákony o zpřístupnění lokální smyčky (local loop unbundling), které dovoluje, aby využívání účastnického vedení nebo jeho nadhovorového pásma mohly poskytovat další firmy. Účastnické vedení tak může končit u alternativního operátora.
Termín „lokální smyčka“ se někdy používá pro libovolnou realizaci poslední míle připojení zákazníka k Internetu bez ohledu na použitou technologii. Připojení může být realizováno:
- Přes elektrovodnou síť: viz Powerline Communication
- Optickou přípojkou: FiOS
- Satelitním připojením: komunikační satelity a satelitní připojení do Internetu spolu se satelitní televizí (DVB-S)
- Pomocí kabelového modemu
- Wireless local loop (WLL) neboli Fixed Wireless Access (FWA): LMDS, WiMAX, GPRS, HSDPA, DECT